# Guaraní (Sprache)
Guaraní [gwaɾaˈni] (eigener Name: Avañe’ẽ [ʔãʋãɲẽˈʔẽ]) ist eine Sprache, die in Paraguay, im nordöstlichen Argentinien, Teilen Boliviens und im südwestlichen Brasilien gesprochen wird. Guaraní gehört zur Sprachfamilie der Tupí-Guaraní-Sprachen.
Es gibt etwa 4 bis 5 Millionen Guaraní-Sprecher. Maximalschätzungen gehen von bis zu 7 Millionen aus, wobei auch Personen gezählt werden, die nur geringe Guaraní-Kenntnisse haben, was etwa bei Stadtbewohnern in Paraguay häufig vorkommt.
In der deutschen Sprache finden sich einige Wörter, die dem heutigen Wort auf Guaraní entsprechen oder sehr ähnlich sind. Diese Wörter kamen über das Spanische und Portugiesische ins Deutsche und stammen entweder aus Guaraní-Dialekten, die in Paraguay, Argentinien, Bolivien oder Brasilien gesprochen wurden, oder aus der damit eng verwandten Tupi-Sprache, zum Beispiel: Capybara, Jaguar, Jaguarundi, Tapir, Ananas, Maniok, Maracas, Maracuja, Nandu und Piranha.

## Geschichte

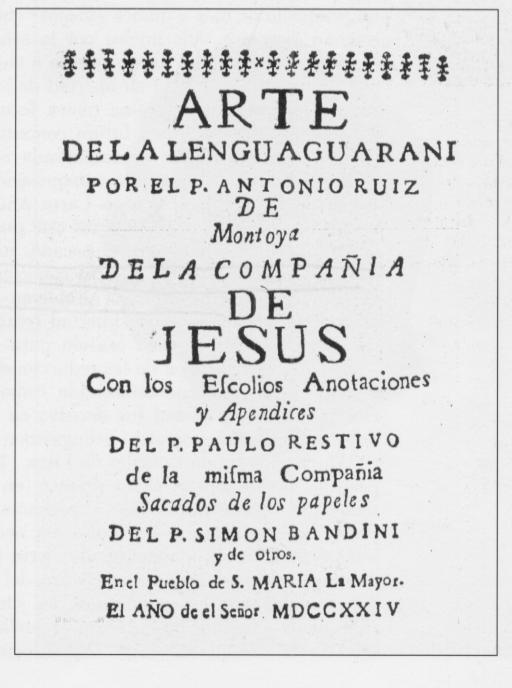
Deckel des Sprachbuches der Guaraní, 1724 geschrieben von zwei Jesuiten

Guaraní wurde schon in der spanischen Kolonialzeit zum Zwecke der christlichen Missionierung als Schriftsprache verwendet. Die erste Grammatik, das erste Wörterbuch und der erste Katechismus auf Guaraní wurden von dem spanischen Franziskaner Luis de Bolaños verfasst. Der Jesuitenstaat in der spanischen Kolonialzeit, der im Wesentlichen einen Teil des heutigen östlichen Paraguay und die heutige argentinische Provinz Misiones umfasste, begünstigte die Guaraní-Sprache, da die Jesuiten die Zuwanderung weißer Siedler stark einschränkten und das Guaraní als ausschließliche Sprache verwendeten. In der weltlichen Provinz Paraguay um Asunción hingegen blieb das Guaraní zwar die vorherrschende Umgangssprache der Bevölkerung – da die Anzahl der Siedler spanischer Herkunft verhältnismäßig gering war und sich diese mit den Einheimischen vermischten – Amtssprache war dort jedoch ausschließlich das Spanische, welches das gesprochene Guaraní in vielerlei Hinsicht beeinflusste. Mit dem Ende der Jesuitenreduktionen im Jahre 1767 verlor das Guaraní auch dort seine Sonderstellung.
Auch im unabhängigen Paraguay blieb das Spanische alleinige Amtssprache. Das Guaraní wurde zwar als ein wichtiges kulturelles Merkmal der paraguayischen Nation betrachtet, seine Verwendung blieb aber auf den mündlichen Gebrauch und auf Literatur vorwiegend folkloristischen Charakters beschränkt.

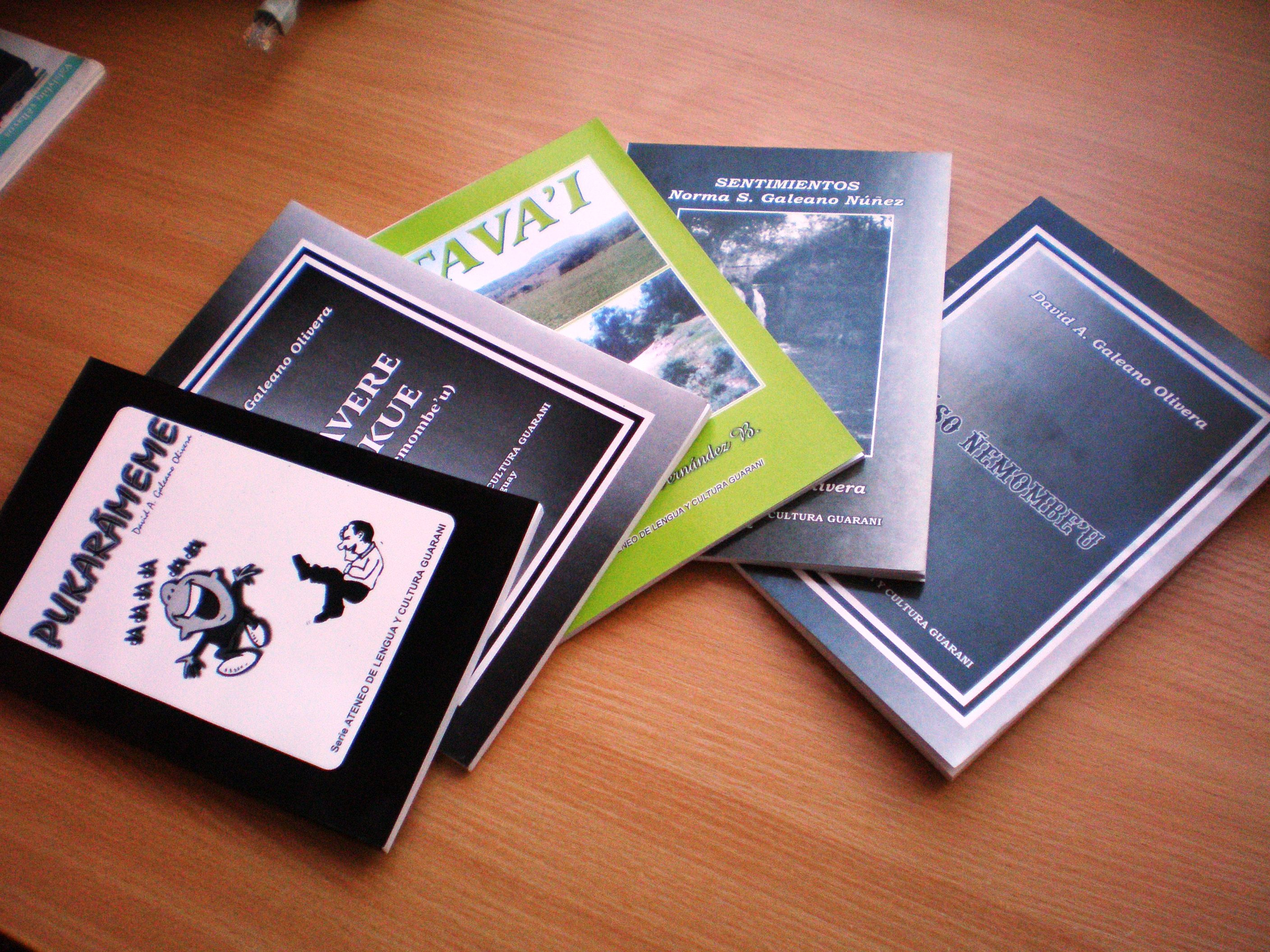
Bücher auf Guarani

Erst in jüngerer Zeit wurde in Paraguay begonnen, das Guaraní auch im Bildungswesen und als Amtssprache zu verwenden. Die Verfassung von 1992, mit der Guaraní als zusätzliche Amtssprache festgelegt wurde, ist allerdings einer von nur wenigen offiziellen Texten, die in die Sprache Guaraní übersetzt wurden. Offiziell gilt Paraguay als zweisprachig. 2012 wurde die erste Akademie für Guarani in Paraguay gegründet. Sie soll der indigenen Amtssprache ein zeitgemäßes Regelwerk geben und so ihren Fortbestand sichern. Sie soll die unterschiedlichen in Gebrauch befindlichen Rechtschreibsysteme zu einer weitgehend phonetischen Orthographie vereinheitlichen.

## Regionale Varietäten
Die mit Abstand am weitesten verbreitete Varietät des Guaraní ist das paraguayische Guaraní [gug], das aus der Sprache der zumindest teilweise spanisch akkulturierten Einwohner sowohl der kolonialen weltlichen Provinz Paraguay als auch des Jesuitenstaates hervorgegangen ist und infolgedessen vielfältige spanische Einflüsse zeigt. Es hat (laut SIL) 4,6 Millionen kulturell mestizische Sprecher. Das paraguayische Guaraní wurde früher auch in den argentinischen Provinzen Misiones und Corrientes und angrenzenden Gebieten Brasiliens gesprochen, ist dort jedoch heute unter der einheimischen Bevölkerung weitgehend vom Spanischen bzw. Portugiesischen verdrängt worden. Infolge von Zuwanderung aus Paraguay gibt es jedoch auch heute in Argentinien und Brasilien eine größere Zahl von Sprechern des paraguayischen Guaraní.
Unabhängig vom paraguayischen Guaraní wird von indigenen Gruppen, die sich zum Volk der Guaraní rechnen, eine Anzahl von Varietäten des Guaraní gesprochen, die sich teilweise recht stark voneinander unterschieden und heute meist nur eine relativ geringe Sprecherzahl aufweisen:
- Chiriguano/Guarayo-Guaraní [gui] (50.000 Sprecher, davon 34.000 in Bolivien und der Rest in Argentinien und Paraguay)
- Mbyá-Guaraní [gun] (16.000 Sprecher, davon 8.000 in Paraguay, der Rest in Brasilien und Argentinien)
- Simba-Guaraní [gnw] (in Bolivien, 7.000 Sprecher laut SIL)

Im weiteren Sinne sind Varianten des Guaraní auch:
- Aché oder Guayaqui [guq] (1.500 in Paraguay)
- Chiripá oder Ñandeva [ndh] (7.000 in Paraguay, 5.000 in Brasilien)
- Kaiwá [kgk] (15.000 in Brasilien)
- Xetá [xet] (in Brasilien, fast ausgestorben)

Mischsprachen aus Guaraní und Spanisch sind:
- Yopará

Während es in Bolivien, Argentinien und Brasilien eine zunehmende Assimilation der Sprecher dieser Guaraní-Varietäten ans Spanische bzw. Portugiesische gibt, findet in Paraguay in erster Linie eine Assimilation ans paraguayische Guaraní statt.

## Guaraní in Paraguay
Zusammen mit Spanisch ist Guaraní in Paraguay Amtssprache. Die Verfassung von 1992, mit der Guaraní als zusätzliche Amtssprache festgelegt wurde, ist allerdings einer der wenigen offiziellen Texte, die ins Guaraní übersetzt wurden.
Offiziell gilt Paraguay als zweisprachig. Durch die vermehrte Verwendung des Guaraní auch im Bildungswesen und als Amtssprache trug man ansatzweise der Tatsache Rechnung, dass über 80 % der paraguayischen Bevölkerung guaranísprachig ist und ein beträchtlicher Teil nur rudimentäre Kenntnisse des Spanischen besitzt. Die Realität ist jedoch komplizierter. Nahezu niemand spricht eine der Sprachen in ihrer Reinform. Höher gebildete, städtische, eurozentrische Schichten sprechen ein rioplatensisches Spanisch mit beigemischten Guaraní-Phrasen, während weniger gebildete, ländliche, bäuerliche Schichten ein Guaraní mit starken Anteilen an spanischem Vokabular sprechen, das als Yopará oder Jopara [dʒopaˈɾa] bekannt ist. Die Schulbildung findet auf Spanisch statt, allerdings wird Guaraní als ein weiteres Fach unterrichtet.
Die Volkszählung im Jahr 1992 ergab damals folgende Sprecherzahlen:
- Guaraní: 1,6 Mio. (39,3 %)
- Guaraní und Spanisch: 2 Mio. (48,9 %)
- Spanisch: 260.000 (6,4 %)

Es ist jedoch zu beachten, dass die Kompetenzen in beiden Sprachen meist nicht gleich sind. Viele Menschen bezeichnen sich als zweisprachig, obwohl sie nur eine der Sprachen beherrschen.

## Guaraní in Bolivien
In Bolivien gehört Guaraní zu den in der neuen Verfassung von 2009 anerkannten Amtssprachen. Seit 2013 müssen alle Schulen neben einer Fremdsprache auch mindestens eine indigene Sprache lehren, sodass ein immer größerer Anteil der Gesamtbevölkerung zumindest grobe Grundkenntnisse erwirbt. Vor allem in den Departamentos Tarija und Santa Cruz fällt die Wahl recht häufig auf Guaraní.
Insgesamt betrug die Sprecherzahl des Guaraní gemäß der Volkszählung von 2012 etwa 79.000. 2001 waren es etwa 62.000. Geographisch verteilen sich die Sprecher wie folgt:
| Jahr       | 2012   | 2001   | 1992   |
| ---------- | ------ | ------ | ------ |
| Santa Cruz | 59.106 | 45.608 | 35.706 |
| Chuquisaca | 7.962  | 8.330  | 7.501  |
| Tarija     | 7.882  | 4.585  | 3.360  |

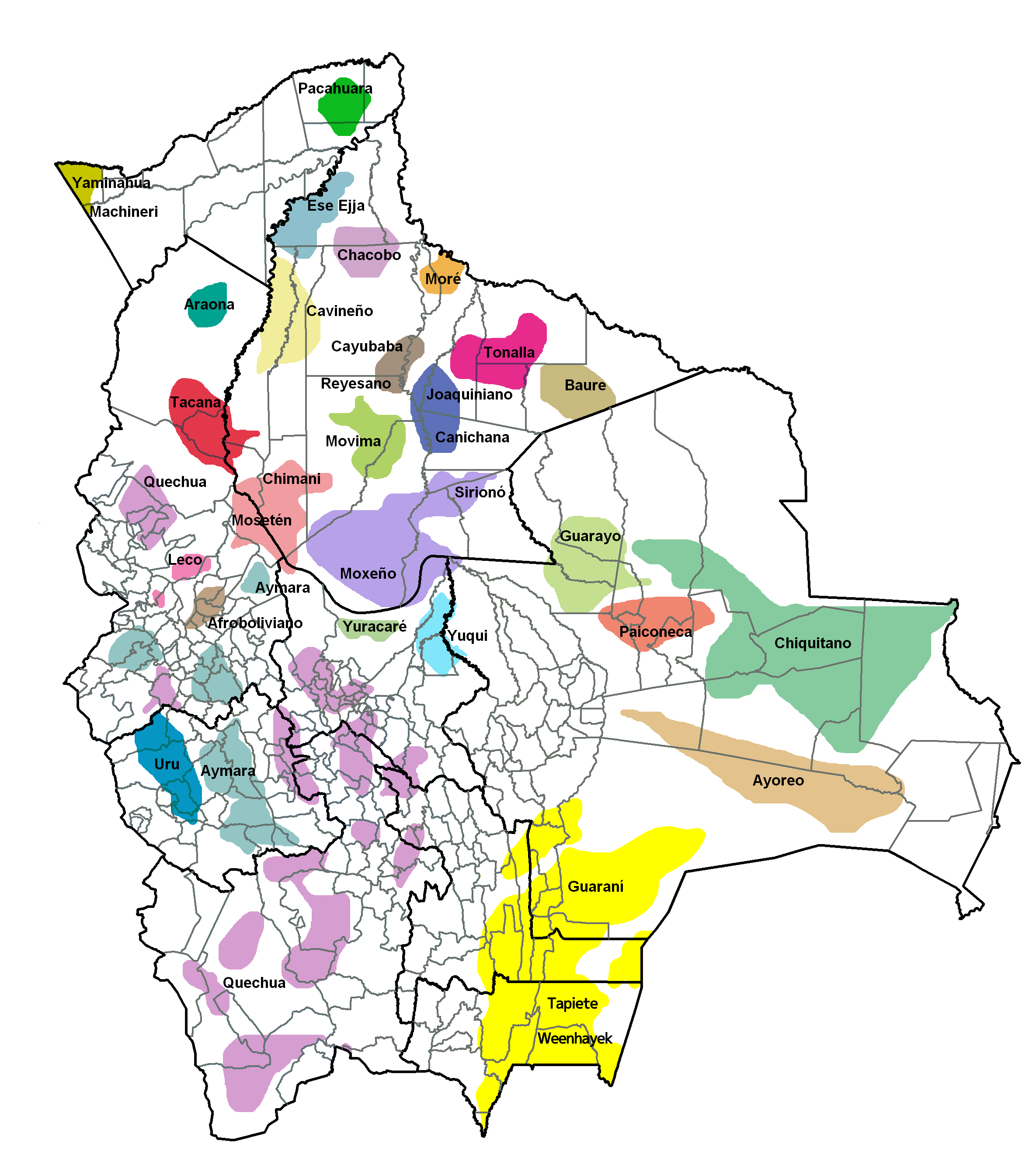

Das bolivianische Guaraní teilt sich in drei dialektale Untergruppen, die zwar klar voneinander unterscheidbar aber dennoch wechselseitig problemlos verständlich sind:
- Isoso am Unterlauf des Río Parapetí mit rund 9.000 Sprechern
- Ava in der Cordillera Central von Santa Cruz de la Sierra bis Villamontes mit 30.000 bis 50.000 Sprechern
- Simba in der Cordillera Occidental ab südlich von Monteagudo bis zur Provinz Burnet O’Connor mit 10.000 bis 15.000 Sprechern.

Die dialektalen Unterschiede gehen auf unterschiedliche Phasen der Besiedlung zurück, die einige Jahrhunderte vor der Entdeckung durch die Spanier begann und bis zur spanischen Eroberung dauerte.
Die Mehrzahl der Sprecher sind zweisprachig (Guaraní – Spanisch). Tendenziell sind Frauen und ältere Personen häufiger einsprachig als Männer und jüngere Personen. Zudem gibt es erhebliche geographische Unterschiede. Am Río Pilcomayo beispielsweise ist die Zweisprachigkeit sehr weit verbreitet, weil es eine erhebliche Zuwanderung einsprachiger Mestizen gab. Diese beharren darauf, ausschließlich Spanisch zu sprechen – im Gegensatz zu den traditionellen Grundbesitzern, die mit den Indigenen grundsätzlich Guaraní sprachen.
Die relativ gute Erhaltung der Sprache ist nicht zuletzt darauf zurückzuführen, dass die Guaraní bis ins späte Jahrhundert hinein aktiv von der Alphabetisierung und der Schulbildung auf Spanisch ausgeschlossen wurden. Entsprechend ist auch das Selbstbild der Sprecher gespalten. Einerseits ist das Guaraní als Zeichen mangelnder Bildung mit Vorurteilen und auch Scham verbunden; andererseits hat die Sprache ein hohes Ansehen als Gemeinschaftssprache, und es gibt eine starke Bindung an das Guaraní als Symbol für die spirituellen Werte der Gemeinschaft.
Die Guaraní sind meist Kleinbauern, vielfach auch Viehzüchter, Fischer und Landarbeiter. Viele leben in starker Abhängigkeit von Grundbesitzern, bis hin zur Schuldknechtschaft. Zur Ergänzung der eigenen Landwirtschaft, die oft für die Subsistenz nur knapp oder gar nicht ausreicht, verdingen sich viele als Saisonarbeiter, vor allem auf den Zuckerrohrplantagen von Santa Cruz oder in Nordargentinien.

## Phonetik und Phonologie

### Vokale
| Orthographie | Aussprache |
| ------------ | ---------- |
| a            | [⁠a⁠]        |
| e            | [⁠ɛ⁠]        |
| i            | [⁠i⁠]        |
| o            | [⁠ɔ⁠]        |
| u            | [⁠u⁠]        |
| y            | [⁠ɨ⁠]        |

Das y ist ein Vokal zwischen [i] und [u], den es auch im Polnischen, Russischen (ы), Ukrainischen (и) und Türkischen (ı) gibt. Außerdem gibt es zu allen 6 Vokalen auch noch nasale Varianten (ã, ẽ, ĩ, õ, ũ, ỹ) Die Nasalvokale sind nur in der betonten Silbe distinktiv, die vortonigen Vokale werden infolge der Nasalassimilation vor folgenden nasalen Vokalen oder nasalen Konsonanten nasal, in anderen Fällen nichtnasal ausgesprochen.

### Konsonanten
| Orthographie      | Aussprache      |
| ----------------- | --------------- |
| Nasale            |                 |
| m                 | [⁠m⁠]             |
| n                 | [⁠n⁠]             |
| ñ                 | [⁠ɲ⁠]             |
| g̃                 | [ɣ̃]             |
| ng                | [⁠ŋ⁠]             |
| Stimmlose Plosive |                 |
| p                 | [⁠p⁠]             |
| t                 | [⁠t⁠]             |
| k                 | [⁠k⁠]             |
| '                 | [⁠ʔ⁠] (Knacklaut) |
| Frikative         |                 |
| v                 | [⁠ʋ⁠]             |
| s                 | [⁠s⁠]             |
| ch (auch x)       | [⁠ʃ⁠]             |
| g                 | [⁠ɣ⁠]             |
| h                 | [⁠h⁠]             |
| Flap              |                 |
| r                 | [⁠ɾ⁠]             |
| Nasal + Plosiv    |                 |
| mb                | [mb]            |
| nd                | [nd]            |
| ng                | [ŋg]            |
| Approximant       |                 |
| j                 | [⁠ɟ⁠]             |
| l                 | [⁠l⁠]             |

Siehe auch: Guaraní-Alphabet

### Akzent und Eklipse
Der Akzent liegt zumeist auf der letzten Silbe des Stammes, die suffigierten grammatischen Morpheme sind unbetont (enklitisch).
Eine Besonderheit ist eine bestimmte Art der Anlautmutation, die Eklipse: Viele Wörter, die mit /t-/ anfangen, ändern diesen Anlaut, wenn sie von anderen Wörtern abhängen oder mit ihnen zusammengesetzt werden:
| Guaraní | Deutsch | Guaraní  | Deutsch   | Guaraní | Deutsch       |
| ------- | ------- | -------- | --------- | ------- | ------------- |
| tape    | Weg     | che rape | mein Weg  | hape    | sein Weg      |
| téra    | Name    | nde réra | dein Name | héra    | sein/ihr Name |

Es gibt einige Substantive, die in ihrer Grundform kein /t-/ haben, aber dennoch diesen Wechsel aufweisen.
| Guaraní | Deutsch | Guaraní     | Deutsch    | Guaraní | Deutsch       |
| ------- | ------- | ----------- | ---------- | ------- | ------------- |
| óga     | Haus    | ñandei róga | unser Haus | hóga    | sein/ihr Haus |

i Das i bezeichnet die inkludierende Form. Das heißt, dass die angesprochene Person einbezogen ist. (ich+du/ihr bzw. mein+dein/euer)
Aber es gibt auch einige unregelmäßige Substantive mit zwei Formen, z. B.
- túva ‚Vater‘ / che ru ‚mein Vater‘

## Grammatik
Im Guaraní werden Nomina und Verben nicht so scharf unterschieden wie im Deutschen.
Das Guaraní ist eine stark agglutinierende bzw. polysynthetische Sprache, das heißt, es werden viele Affixe verwendet.
Es gibt keine Genera in dieser Sprache.
Das Personalpronomen unterscheidet bei der 1. Person Plural („wir“) zwischen inklusiv (ñande) und exklusiv (ore), je nachdem, ob die angesprochene Person mit einbezogen ist oder nicht.

## Zahlen
Im Guaraní gab es ursprünglich lediglich Grundwörter für die Zahlen eins bis fünf:
| Guaraní | Deutsch |
| ------- | ------- |
| peteĩ   | eins    |
| mokõi   | zwei    |
| mbohapy | drei    |
| irundy  | vier    |
| po      | fünf    |

Das für die Zahl Fünf gebrauchte Wort bedeutet eigentlich „Hand“. Von sechs bis neun werden die Zahlen aus dem Wort für Hand und den Zahlen eins bis vier zusammengezogen (poteĩ, pokõi, pohapy, porundy). Weitere Zahlen werden ähnlich gebildet, so steht kuã („Finger“) für zehn, kuãpo für fünfzehn und mokõikuã für zwanzig. Zahlwörter für kleine Zahlen werden heute noch häufig gebraucht, für große Zahlen werden in der Regel spanische Zahlwörter verwendet.
Auf paraguayischen Münzen und Geldscheinen werden allerdings folgende Kunstzahlen verwendet: pa steht für zehn, sã für hundert und su für tausend. Dementsprechend bedeutet zwanzig mokõipa, fünfhundert po sã und zehntausend pa su.

## Toponyme und andere Namen
In Argentinien, Bolivien, Uruguay, Paraguay und Brasilien gibt es viele Bezeichnungen für Dinge sowie Toponyme, die aus dem Guaraní oder der eng verwandten Tupi-Sprache stammen. Diese werden je nach Land nach der spanischen oder portugiesischen Orthographie geschrieben.

## Einige Wörter des Grundwortschatzes
| Deutsch      | Guaraní                         | Deutsch  | Guaraní                                           |
| ------------ | ------------------------------- | -------- | ------------------------------------------------- |
| ich          | che                             | groß     | guasu                                             |
| du           | nde                             | klein    | michĩ, mirĩ                                       |
| er/sie/es    | ha’e                            | essen    | u, karu                                           |
| wir          | ñande (inklusiv) ore (exklusiv) | trinken  | u (= essen) y'u Wasser trinken kay'u Mate trinken |
| ihr          | peẽ                             | schlafen | ke                                                |
| sie (Plural) | ha’e(kuéra)                     | sterben  | mano, sapymi                                      |
| wer?         | mávapa                          | gehen    | ha                                                |
| was?         | mba’épa                         | kommen   | ju                                                |
| Mensch       | ava, yvypóra                    | geben    | me’ẽ                                              |
| Mann         | kuimba’e                        | nehmen   | pyhy                                              |
| Frau         | ña, kuña                        | sprechen | ñe’ẽ                                              |
| Kopf         | akã                             | lieben   | hayhu                                             |
| Auge         | tesa                            | eins     | peteĩ                                             |
| Ohr          | nambi                           | zwei     | mokõi                                             |
| Nase         | tĩ                              | drei     | mbohapy                                           |
| Mund         | juru                            | vier     | irundy                                            |
| Zahn         | tãi                             | fünf     | po                                                |
| Zunge        | kũ                              | sechs    | poteĩ                                             |
| Herz         | ñe’ã, py’a                      | sieben   | pokõi                                             |
| Hand         | po                              | acht     | poapy                                             |
| Fuß          | py                              | neun     | porundy                                           |
| Wasser       | y                               | zehn     | pa                                                |
| Feuer        | tata                            | zwanzig  | mokõipa                                           |
| Sonne        | kuarahy                         | hundert  | sa/sã                                             |
| Mond         | jasy                            | tausend  | su                                                |